# Josef Fischer
Josef Fischer (Neukirchen beim Heiligen Blut, 20 januari 1865 – München, 3 maart 1953) was een Duits wielrenner. 
Hij is bekend als de winnaar van de allereerste editie van de wielerwedstrijd Parijs-Roubaix in 1896. Tot 2015 was hij ook de enige Duitse winnaar van deze kasseienklassieker.  
Daarnaast won hij ook nog Bordeaux-Parijs in 1900.

## Resultaten in grote rondes en klassiekers
| Jaar | Ronde van Italië | Ronde van Frankrijk | Ronde van Spanje |
| ---- | ---------------- | ------------------- | ---------------- |
| 1896 |                  |                     |                  |
| 1900 |                  |                     |                  |
| 1903 |                  | 15e                 |                  |

| Jaar | Parijs-Roubaix |
| ---- | -------------- |
| 1896 | ↑              |
| 1900 | ↑              |
| 1903 |                |

## Overwinningen
1892
- München - Coburg
- München - Pilsting
- Wenen - Triest

1893
- Basel-Freiburg
- Freiburg- Colmar - Basel
- Moskou - St Petersburg
- Wenen - Berlijn

1894
- Triest - Graz - Wenen
- Milaan - München

1895
- Parijs - Royan
- Triest - Graz - Wenen
- Wenen - Salzburg

1896
- Hardersleben - Hamburg
- Parijs-Roubaix

1897
- Vierdaagse van Hamburg

1899
- Vierdaagse van Hamburg

1900
- Bordeaux-Parijs